# افشین پیروانی
افشین پیروانی (زادهٔ ۱۷ بهمن ۱۳۴۸) بازیکن سابق تیم ملی فوتبال ایران، پرسپولیس و مربی فوتبال اهل ایران است. وی رکورددار بیشترین کاپیتانی در تیم فوتبال پرسپولیس است.
دو برادر به نام امیرحسین پیروانی و غلامحسین پیروانی دارد
افشین پیروانی در زمان مربیگری امیر قلعه‌نویی در تیم ملی، یکی از دستیاران او بود. همچنین افشین پیروانی دارای مدرک مربیگری حرفه‌ای فیفا (پرولایسنس) است.

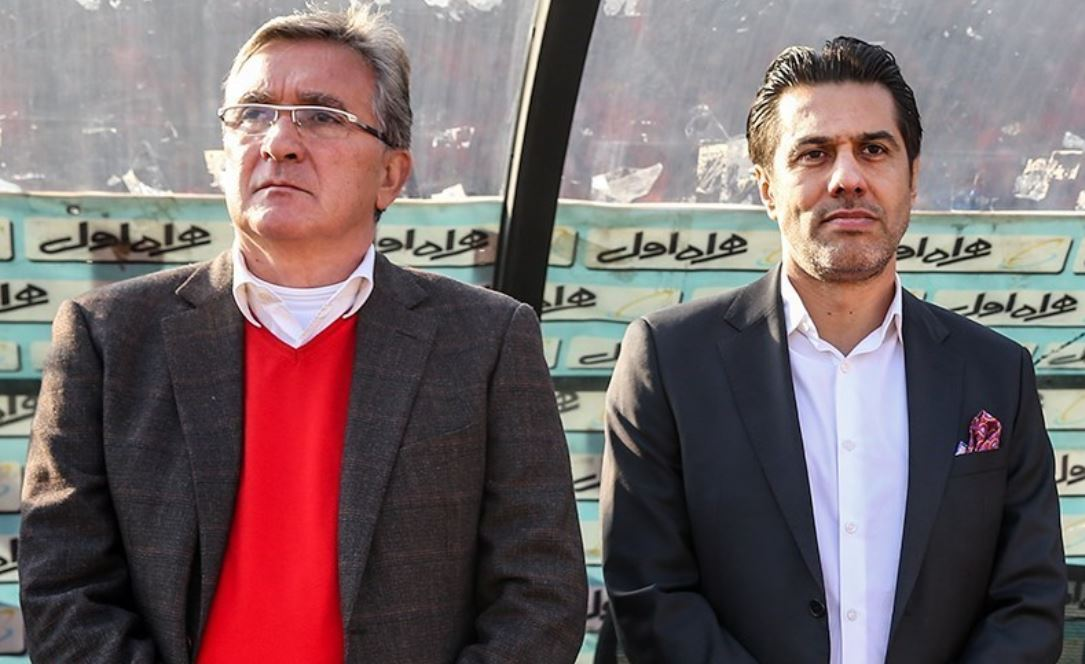
افشین پیروانی در کنار برانکو ایوانکوویچ

افشین پیروانی در اردیبهشت ماه سال ۱۳۹۴ به سمت مدیر اجرایی تیم ملی منصوب شد. وی از ۲۵ مهرماه ۱۳۹۸ به سمت سرپرست تیم فوتبال پرسپولیس منصوب شده و قرارداد وی تا سال ۱۴۰۲ و فصل ۲۲ام لیگ برتر تمدید شد.

## آمار مربی‌گری
| کشور  | تیم       | از             | تا             | نتایج | نتایج | نتایج | نتایج | نتایج | نتایج  | نتایج    | نتایج |
| کشور  | تیم       | از             | تا             | بازی  | برد   | تساوی | باخت  | برد % | گل زده | گل خورده | +/-   |
| ----- | --------- | -------------- | -------------- | ----- | ----- | ----- | ----- | ----- | ------ | -------- | ----- |
| ایران | پرسپولیس  | ۱۷ نوامبر ۲۰۰۸ | ۱۶ فوریه ۲۰۰۹  | ۱۲    | ۷     | ۳     | ۲     | ۵۸٫۳٪ | ۲۰     | ۱۰       | +۱۰   |
| ایران | استیل‌آذین | ۱۴ اکتبر ۲۰۱۰  | ۲۳ نوامبر ۲۰۱۰ | ۸     | ۲     | ۲     | ۴     | ۲۵٪   | ۷      | ۱۷       | -۱۰   |
| مجموع | مجموع     | مجموع          | مجموع          | ۲۰    | ۹     | ۵     | ۶     | ۴۵٪   | ۲۷     | ۲۷       | ۰     |

## افتخارات

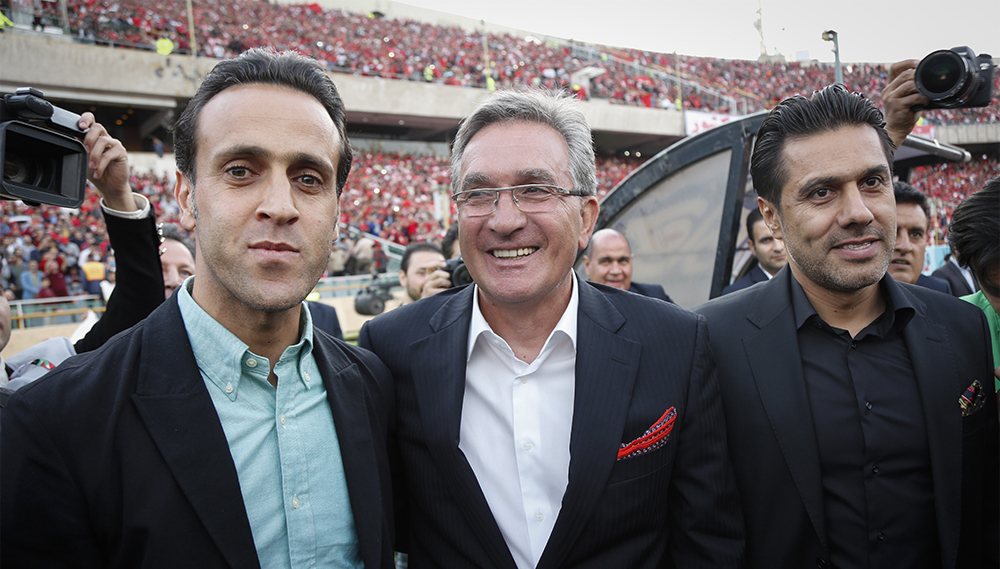
افشین پیروانی (راست)، برانکو ایوانکوویچ و علی کریمی

### باشگاهی

#### قهرمانی لیگ برتر فوتبال ایران
- لیگ آزادگان ۱۳۷۴
- لیگ آزادگان ۱۳۷۵
- لیگ آزادگان ۷۸–۱۳۷۷
- لیگ آزادگان ۷۹–۱۳۷۸
- لیگ برتر فوتبال ایران

#### نایب قهرمانی لیگ برتر فوتبال ایران
- لیگ آزادگان ۱۳۷۲
- لیگ آزادگان ۸۰–۱۳۷۹

#### جام حذفی
- قهرمان جام حذفی فوتبال ایران ۷۸–۱۳۷۷